# Ñ
La lletra Ñ és la quinzena de l'alfabet castellà. El seu nom és enya en català i "eñe" en castellà. Aquesta lletra distintiva es pronuncia /ɲ/, igual que el dígraf català ny, l'occità i portuguès nh o el francès i italià gn. Tot i que el seu origen medieval és una n normal amb una de més petita al damunt per abreujar la repetició d'aquesta lletra (ninno –> niño), avui en dia és considerada com una lletra més entre la n i la o.

## Ús
També s'utilitza en llengües les ortografies de les quals van ser definides amb influència del castellà, com ara l'aimara, el quítxua, l'èuscar, l'asturià, el chamorro, el guaraní i el mapudungun i s'ha utilitzat en tagàlog, on continua present en noms propis i topònims. Representa un so nasal palatal com la ny catalana. En gallec, la ñ representa el mateix so, però és probable que no fos adoptat del castellà, com suggereix la seva presència al primer escrit galaicoportuguès escrit a Galícia: (Foro do bo burgo de Castro Caldelas, escrit al 1228.). Altres llengües que en fan ús sense pertànyer a aquesta categoria són el tàtar i el tàtar de Crimea, per a representar el so velar nasal ng /ŋ/ (com el so final dels mots catalans sang o vinc).
D'altra banda, Ñ també s'utilitza en l'ortografia del bretó per a indicar la nasalització de la vocal precedent. Per exemple, Jañ (/ʒã/), que correspon al francès Jean i es pronuncia igual.